# 178
178 (CLXXVIII) var ett normalår som började en onsdag i den julianska kalendern.

## Händelser

### Okänt datum
- Commodus och Marcus Aurelius reser till Donau för att kriga mot markomannerna.
- Det första fördömandet av montanismens "kätteri" utfärdas.
- Den östkinesiska Handynastins Xiping-era efterträds av Guanghe-eran.
- I Indien påbörjas Kushanrikets nergång, varvid sassaniderna tar över Centralasien.

## Födda
- Balbinus, romersk kejsare 238

## Avlidna
- S:ta Caecilia, kristen martyr i Rom
- Song, kinesisk kejsarinna.